# Povijest Čilea
Povijest Čilea seže duboko u prošlost, zbog ima tragova naselja koja datiraju oko 10 500 godina prije Krista.
Prije otprilike 10 000 godina, migrirajući domorodački Indijanci naselili su se u plodnim dolinama i obalnim područjima današnjeg Čilea. Ovo je područje bilo dom za više od desetak različitih indijanskih društava prije španjolske ere. Trenutačno prevladavajuće teorije su da se prvi dolazak ljudi na kontinent dogodio duž pacifičke obale prema jugu, u prilično brzom širenju davno prije kulture Clovis, ili čak preko transpacifičke migracije.
Carstvo Inka nakratko je proširilo svoj teritorij na ono što je sada sjeverni Čile, gdje su prikupljali danak od malih skupina ribara i farmera u oazama, ali nisu uspjeli uspostaviti jaku kulturnu prisutnost na tom području. Inke su naišle na žestok otpor i stoga nisu mogle uspostaviti kontrolu na jugu. Tijekom svojih pokušaja osvajanja 1460. i ponovno 1491., Inke su uspostavile utvrde u središnjoj dolini Čilea, ali nisu uspjele kolonizirati regiju.
Osvajanje od strane španjolskih konkvistadora datira iz 16. stoljeća. Domorodačko stanovništvo Čilea uporno se opiralo španjolskoj kolonizaciji zemlje, toliko da je učestalo ugrožavalo sam opstanak kolonije. Karakteristike nepristupačnosti velikog dijela teritorija, prekrivenog planinskim lancima, zapravo nisu omogućile Španjolcima da potpuno pokore lokalno stanovništvo. No unatoč neprestanom antišpanjolskom gerilskom ratovanju Indijanaca, između 17. i 18. stoljeća kolonija je doživjela umjeren gospodarski razvoj zahvaljujući velikoj potražnji za čileanskom pšenicom i rastućoj važnosti uzgoja stoke.
Povjesničari nagađaju da je ukupna araukanska populacija u Čileu mogla brojati najviše 1,5 milijuna ljudi kada su Španjolci stigli 1530-ih, a nakon stoljeća europskih osvajanja i bolesti, njihov broj je smanjen za najmanje polovicu. Tijekom osvajanja, Araukanci su brzo nabavili konje i europsko oružje u svom arsenalu toljaga, lukova i strijela. Postali su vješti u pljačkanju španjolskih naselja i, iako u sve manjem broju, uspjeli su držati Španjolce i njihove potomke podalje do kraja 19. stoljeća. Hrabrost Araukanaca nadahnula je Čileance da ih pozdrave kao prve nacionalne heroje, status koji, međutim, nije nimalo podigao bijedni životni standard njihovih potomaka.
Na kasniji razvoj Čilea snažno su utjecala njegova mineralna bogatstva, posebno bakar te natrijevi i kalijevi nitrati koji su s jedne strane omogućile su značajan gospodarski rast, ali su s druge strane bile izvor sukoba sa susjednim zemljama. Početkom 19. stoljeća ovaj gospodarski rast pogodovao je razvoju lokalne aristokracije europskog podrijetla, Kreola, koji su postali protagonisti pokreta za neovisnost protiv Španjolske. Kako bi se oslobodili španjolske vladavine, čileanski nezavisni zastupnici predvođeni Bernardom O'Higginsom udružili su snage s onima generala Joséa de San Martína, jednog od arhitekata latinoameričke neovisnosti. Godine 1817. San Martín je s vojskom od oko 6000 ljudi prešao Ande i, porazivši španjolsku vojsku, zauzeo  Santiago, glavni grad Čilea. Dok je O'Higgins bio proglašen čelnikom Čilea, rat se nastavio sa Španjolcima, koji su definitivno poraženi 1818., godine kada je proglašena čileanska neovisnost.
Tijekom 19. stoljeća nova čileanska država, predsjednička republika, krenula je visoko autoritarnim putem, sankcioniranim konzervativnim ustavom iz 1833., i doživjela je dugo razdoblje političke stabilnosti i ekonomske sigurnosti. Čak je i Pacifički rat (1879.-'83.), dobiven na štetu Perua i Bolivije, omogućio Čileu da se teritorijalno proširi osvajanjem rudarskih regija, bogatih nalazištima salitre (kalijeva nitrata), i važnih obalnih pokrajina. Međutim, 1891. izbio je sukob između suprostavljenih domaćih snaga i zemlja je utonula u krvavi građanski rat koji je ostavio neriješene snažne društvene napetosti.
U prvoj polovici 20. stoljeća Čile je nekoliko puta bio na rubu bankrota i građanskog rata, a parlamentarni život doživio je učestale intervencije vojske, pokušaje državnih udara i štrajkove. U drugoj polovici 20. stoljeća, između 1970-ih i kraja 1980-ih, Čile je proživio dugo razdoblje diktature, iz koje se mukotrpno izvukao da bi nastavio svoj demokratski put. Pobjeda socijalista Salvadora Allendea na predsjedničkim izborima 1970. odredila je, nakon desetljeća obilježenih imobilističkom politikom konzervativnog bloka, uvođenje radikalnih reformi u zemlji u korist niže klase. Nacionalizirane su važne industrije, a na međunarodnoj razini pokrenuta je politika otvaranja prema Kubi i socijalističkim zemljama. Neprijateljstvo prema tim izborima od strane ekonomskih elita i krupnog stranog kapitala, posebice Sjedinjenih Država, te sve veće ekonomske poteškoće u zemlji potaknuli su napetosti u Santiagu, gdje je u rujnu 1973. krvavim državnim udarom, general Augusto Pinochet preuzeo vlast bombardiranjem predsjedničke palače. Uslijedilo je petnaest godina brutalne diktature u kojoj su deseci tisuća protivnika režima nestali. Krajem 1980-ih, nakon što je propao Pinochetov pokušaj da referendumom ostane na vlasti, zemlja je započela proces tranzicije iz diktatorskog režima u demokraciju u kojem je, unatoč brojnim poteškoćama i proturječjima, uloga vojske bila znatno smanjena u politički život.
Godine 2000., Čile su karakterizirali dobri ukupni gospodarski rezultati, ponovna uspostava diplomatskih odnosa s Kubom i ulazak zemlje ulaskom zemlje u Mercosur. Godine 2004. čileansko pravosuđe stavilo je Pinocheta u kućni pritvor zbog zločina počinjenih protiv čovječnosti.
Daleke 1864. počelo je prvo doseljavanje hrvatskog stanovništva u Čile. U to su vrijeme Hrvati u Čileu bili navedeni kao "Austrijanci", jer je Hrvatska bila dio Habsburške Monarhije. Procjenjuje se da u Čileu živi 120,000 Hrvata i osoba hrvatskog podrijetla i to poglavito u Antofagasti i u Punta Arenasu.